# Un re in ascolto
Un re in ascolta (En lyssnande kung) är en opera (Azione musicale) i två delar med musik av Luciano Berio och text av Italo Calvino.

## Bakgrundshistoria
Verket hämtar inspiration från Shakespeares pjäs Stormen och W.H. Audens poem The Sea and the Mirror: A Commentary on Shakespeare's The Tempest. Den handlar om avsked och är en "musikalisk begrundan" av slutet. I musiken återfinns Berios typiska "addioeffekter", lekfulla påminnelser i form av citat. Verket hade sin premiär 7 augusti 1984 på Kleines Festspielhaus i Salzburg.

## Roller
- Prospero (basbaryton)
- Regissör (Tenor)
- Fredag (talroll)
- Huvudrollsinnehaverskan (Sopran)
- Sopran I
- Sopran II
- Mezzosopran
- Tre sångare (Tenor, Baryton, Basstämma)
- Sjuksköterskan (Sopran)
- Hustrun (Mezzosopran
- Doktorn (Tenor)
- Advokaten (Basstämma)
- Pianisten, som även sjunger, en dragspelare, en mimare, en budbärare, en scenograf och hans assistenter, en sömmerska, en dam som utsår missämja, akrobater, en clown (Stumma roller)

## Handling
Del 1
I sitt stormiga liv har den moderne Prospero hoppats kunna rädda sig till en isolerad ö, genom att som teaterdirektör söka en tillflykt i konsten. Han försöker som regissör sammanfoga flera mot varandra strävande viljor till ett helgjutet konstverk och ibland verkar han vara på väg att uppnå den stora harmonin, men sedan går alltsammans åter i kras. Harmonin kan inte tvingas fram, utan uppstår helt oväntat, av en tillfällighet
Del 2
Prospero ligger för döden. Konstnärerna som är beroende av honom bemödar sig om honom och spelar ett falskt spel, men ibland kommer deras äkta känslor fram. Prospero tar sin dröm om fulländning med sig i döden.